# Phare de Bergudden
Le phare de Bergudden (en suédois : Berguddens fyr) est un feu situé  sur le petit archipel d'Holmöarna, au large de la commune de Umeå, dans le comté de Västerbotten (Suède).
Le phare de Bergudden est inscrit au répertoire des sites et monuments historiques par la Direction nationale du patrimoine de Suède  en date du 28 janvier 1993.

## Histoire
Le phare est localisé du côté ouest de l'île en 1884. Il fut équipé, en 1896, d'une lentille rotative de 2e ordre dioptrique. Le phare a été électrifié en 1950. Automatisé en 1969, le phare n'a plus été gardienné.
Le logement du phare est maintenant loué à la Holmöns Folklore Society pour servir en logement hôtelier pendant l'été.

## Description
Le phare  est une tour octogonale posée sur le logement carré de gardien couverte en bardeau de bois de 17,8 mètres de haut, avec une galerie et une lanterne métallique au toit pyramidal verdâtre. La tour est peinte en brun, avec une marque de jour blanche sur le côté sud-ouest. Son feu isophase émet, à une hauteur focale de 18,5 mètres, un long éclat blanc, rouge et vert selon différents secteurs toutes les 6 secondes. Sa portée nominale est de 18.5 milles nautiques (environ 34 km).
Identifiant : ARLHS : SWE-091 ; SV-0793 - Amirauté : C5864 - NGA : 11272 .

## Caractéristique dufeu maritime
Fréquence : 6 secondes (W-R-G)
- Lumière : 3 secondes
- Obscurité : 3 secondes

|          |
| Le phare |